# Jack Lake, Nova Scotia
Jack Lake är en sjö i Kanada.   Den ligger i provinsen Nova Scotia, i den sydöstra delen av landet, 1 000 km öster om huvudstaden Ottawa. Jack Lake ligger 78 meter över havet.
I omgivningarna runt Jack Lake växer i huvudsak blandskog. Runt Jack Lake är det mycket tätbefolkat, med 1 177 invånare per kvadratkilometer.